# Scott Davis (tenista)
Scott Davis (Santa Mónica, California, Estados Unidos, 27 de agosto de 1962) es un exjugador de tenis estadounidense que alcanzó a ser N.º 2 del mundo en dobles.

## Torneos de Grand Slam

### Campeón Dobles (1)
| Año  | Torneo               | Pareja     | Oponentes en la final         | Resultado       |
| 1991 | Abierto de Australia | David Pate | Patrick McEnroe David Wheaton | 6-7 7-6 6-3 7-5 |

### Finalista Dobles (1)
| Año  | Torneo  | Pareja     | Oponentes en la final         | Resultado       |
| 1991 | US Open | David Pate | John Fitzgerald Anders Järryd | 3-6 6-3 3-6 3-6 |